# Història de la Marina Catalana (llibre)
La Història de la marina catalana és un llibre escrit per Arcadi García Sanz que fa un estudi profús sobre la Marina Catalana, tant en la guerra com en el comerç, explicant les seves conquestes i gestes, en un estudi històric que comença a la Prehistòria i arriba fins a l'Edat moderna. Descriu les batalles marítimes, els consolats de mar catalans, per acabar detallant aspectes del dret marítim, com diu ell mateix al llibre: «Quan vaig començar a estudiar temes de la història del dret marítim.. no havia estat escrit.. vaig creure el moment de fer aquell llibre».
En un estudi detallat de la Història de la Marina Catalana, explica els motius que van convertir Catalunya en una potència comercial de la Mediterrània. Ho fa en un àmbit ampliat concretament sobre el període que va des de l'edat mitjana fins finals del segle xvi, desglossant els importants aspectes de la marina mercant, que van posar a Catalunya en un lloc preeminent del Mediterrani.
Tracta tant dels fets de la marina de guerra catalana i els seus vaixells i galeres, com dels fets i gestes polítiques, dels consolats de mar, del transport marítim, del dret marítim català en el vessant del comerç, i culmina l'assaig entrant en l'estudi dels homes de mar catalans, i la ciència i l'art de la navegació per mar dels catalans.
Aquesta obra ha estat citada com a referència en diverses obres posteriors relacionades amb temes nàutics.
Pel que fa a algunes referències concretes sobre l’obra cal destacar-ne la de Maria Teresa Ferrer i Mallol:
| «                                                                  | ...Cal esmentar també, entre la producció d'Arcadi Garcia, la Història de la Marina Catalana, que havia estat pensada per a un públic ampli, però que s'ha convertit en obra de referencia per als estudiosos, a causa de la cura posada per l'autor en l'estudi de les diferents menes de vaixell, l'evolució en la construcció naval, els contractes marítims etc. | » |
| — Arcadi Garcia i Sanz. In memoriam. Maria Teresa Ferrer i Mallol. | |   |

El pròleg és de Jose María Martínez-Hidalgo., i pertany a la col·lecció, "Enciclopèdia Catalana Aedos". (Editorial Aedos, Barcelona 1977). El llibre en format gran foli, té en total 30 capitols (mes apèndix i índex) que fan un total de 449 pàgines amb il·lustracions en el text i 17 làmines ampliades fora del text.